# Cowa!
Cowa! (こわ!?) es un manga escrito e ilustrado por Akira Toriyama. Fue publicado en la revista japonesa Shūkan Shōnen Jump entre la edición número 48 de 1997 y la edición número 15 de 1998 en catorce capítulos recompilados en un único volumen. El volumen fue publicado en España por Planeta DeAgostini en mayo de 1999. Debido a una molestia en el brazo, durante los años posteriores al final de Dragon Ball el autor no dibujó ningún otro manga, tomándose un par de años de descanso hasta que, gracias al apoyo de su editor, creó Cowa!

## Argumento
La historia gira en torno a Paifu, un travieso niño monstruo que lleva una vida alegre en Cabo Murciélago (こうもり岬 Kōmori Misaki?) jugando con sus amigos José Rodríguez y Aapon. Su tranquilidad termina cuando comienza a extenderse por su pueblo la «gripe de los monstruos» (オバケ風邪 Obake kaze?), que no afecta a los humanos pero trae la muerte inevitable a los monstruos al cabo de un mes. Dicho virus se ha extendido ya a muchos habitantes del pueblo, y dado que al médico del lugar no le quedan vacunas, alguien tiene que salir en busca de los medicamentos; la tarea no es sencilla, ya que la bruja que hace las vacunas vive en el Monte Búho (ミミズク山 Mimizuku Yama?), a 1200 km del pueblo de Paifu.
Dado que todos los adultos excepto el doctor están enfermos, los niños deciden ir en el viaje con ayuda del señor Maruyama, un humano que vive cerca del pueblo al que todos le tienen miedo, pues se rumorea que mató a un hombre. Paifu lo engaña diciéndole que el pueblo le pagará un millón de yenes a cambio de que los acompañe. Durante el viaje los niños se encuentran con varios maleantes, a los que el señor Maruyama vence fácilmente, y pronto se dan cuenta de que es un exluchador de sumo.
En el último poblado antes de llegar al monte, Maruyama se detiene a comprar comida. En ese momento, Paifu es testigo de un asalto a un anciano y corre a detener al asaltante. Al estar a punto de llegar al Monte Búho se dan cuenta de que Aapon está enfermo, por lo que deciden buscar a alguien que lo cuide. Tocan la puerta de la única casa que encuentran cerca; ahí, se encuentran de nuevo al señor que fue asaltado, quien acepta gustoso cuidar a Aapon.
Al llegar bosque alrededor del monte se enfrentan con Baroaba, a quien logran vencer gracias a que Paifu aprende a silbar, la debilidad del monstruo. Al darse cuenta el monstruo de que se dirigen a ver a la bruja, los ayuda a llegar a la casa de esta en la cima. Antes de entrar son recibidos por Leonardo, quien les pone una prueba: al principio iba a ser una pelea cuerpo a cuerpo, pero al saber quién es Maruyama, decide utilizar una adivinanza. Compran cincuenta píldoras y la envían al pueblo, exceptuando unas cuantas que se dejan para los niños enfermos. Mientas bajan el monte escalando Maruyama se resbala y cae, pero Paifu lo salva logrando volar a tiempo para sobrevivir a la caída.
En el camino a casa, Maruyama se da cuenta de la mentira de Paifu sobre el dinero y le dice que lo que ha hecho por él vale más que un millón de yens. Al llegar al pueblo son recibidos con una fiesta, pero el señor Maruyama se marcha ya que no le gusta ese tipo de actividades. Paifu aprovecha esa oportunidad para explicarles a todos lo que ha pasado y entre todos logran arreglar un viejo barco fantasma, el cual es entregado como agradecimiento a Maruyama.

## Personajes

### Personajes principales
- Paifu (パイフー Paifū?) es el protagonista de la historia. Es un travieso niño monstruo, hijo de una vampiro y un hombre koala. Al ver una cruz por más de tres segundos se convierte en hombre koala y ataca todo lo que esté a su alrededor. Para volver a su estado habitual necesita mirar cualquier objeto redondo.

- José Rodríguez (ホセ　ロドリゲス Hose Rodorigesu?) es el amigo de Paifu. Es un fantasma azul y tiene la habilidad de cambiar de forma. Es muy cobarde y comúnmente suelta gases cuando está nervioso.

- Aapon (アーポン Āpon?) es un niño monstruo artista marcial, que se cree el rival de Paifu y lo reta cada vez que tiene una oportunidad.

- Mako Maruyama (丸山真虎 Maruyama Mako?) es un humano que vive en el pueblo de los monstruos y se rumora que asesinó a alguien. En realidad, es un exluchador de sumo, al cual llamaban Volcán activo (活火山 Katsukazan?). Mató sin querer a un contrincante y por ello se retiró. Paifu lo llama Makorin (マコリン?).

### Otros habitantes de Cabo Murciélago
- Po y Ku (ポー と クー Pō to Kū?) son una pareja de hermanos. Tienen apariencia de cerdos humanoides y son compañeros de escuela de Paifu y José. Su nombre es un juego de palabras con Pork (ポーク Pōku?, Puerco en inglés).
- Doctor monstruo (お化けの医者 Obake no Isha?) es el olvidadizo médico del pueblo. Gracias a Paifu se da cuenta de que la gripe no es normal, sino gripe de los monstruos.
- Elizabeth (エリザベス Erizabesu?) es una compañera de escuela de Yamada.
- Emile (エミール Emīru?) es un yeti compañero de escuela de Paifu y José que contrae la gripe de los monstruos.
- Hanna (ハンナ?) es la profesora de los niños que da clases durante el día. Cuando Kerō se enferma, enseña por la tarde y luego a los niños monstruo en la noche.
- Kerō (ケロー?) es el profesor de los niños monstruo. Da clases durante la noche, pero cuando se enferma, la profesora Hanna tiene que cubrirlo.
- Yamada (ヤマダ?) es un niño que reparte periódicos durante la madrugada.

### Personajes del Monte Búho
- Leonardo (レオナルド Reonarudo?) es el asistente de la bruja. Tiene apariencia de demonio y reta a los que llegan a la cima del Monte Búho a pelear para poder ver a la bruja, pero al darse cuenta quién es Maruyama decide retarlos a una adivinanza.
- Baroaba (バロアバ?) es el monstruo que vive en el bosque alrededor del Monte Búho. Es grande y elástico, por lo que es casi invencible. Su debilidad está en que si escucha a alguien silbando se encoge y pierde su elasticidad.
- La Bruja (魔女 Majo?) es la bruja que vive en el Monte Búho. Es la creadora de la cura para la gripe de los monstruos, tiene servicio express y venta por Internet, pero el doctor olvida eso, por lo que Paifu y sus compañeros tienen que viajar a traer la medicina.

## Capítulos
| Susto (恐怖 Kyofū?) # | Título                                                                                        |
| --------------------- | --------------------------------------------------------------------------------------------- |
| 1                     | «El mandado de Paifu» «Paifū no otsukai» (パイフーのおつかい)                                 |
| 2                     | «La prueba de valentía de los monstruos» «Obake no kimodameshi» (オバケのきもだめし)          |
| 3                     | «Paifu y Aapon» «Paifū to Āpon» (パイフーとアーポン)                                          |
| 4                     | «Gripe de los monstruos» «Obake kaze» (オバケ風邪)                                            |
| 5                     | «Partida hacia el Monte Búho» «Mimizuku Yama ni Shuppatsu» (みみずく山に出発)                 |
| 6                     | «El realmente tenebroso Mako Maruyama» «Yappari kowai Maruyama Mako» (やっぱりこわい丸山真虎) |
| 7                     | «El viaje va bien» «Tabi wa Junchō» (旅は順調)                                                |

| Susto (恐怖 Kyofū?) # | Título |
| --------------------- | --- |
| 8                     | «Volcán activo» «Katsukazan» (活火山)                                                                               |
| 9                     | «El monstruo del bosque tenebroso» «Kyofū no mori no monsutā» (恐怖の森のモンスター)                                |
| 10                    | «La ardua batalla del hombre más fuerte del mundo» «Sekai Saikyō no Otoko Makorin kusen» (世界最強の男マコリン苦戦) |
| 11                    | «Llegada a la casa de la bruja» «Majo no ie tōchaku» (魔女の家到着)                                                 |
| 12                    | «La medicina milagrosa es recibida» «Tokkōyaku itadaki» (特効薬いただき)                                            |
| 13                    | «¡Ánimo, Paifu!» «Ganbare Paifū» (がんばれパイグー)                                                                 |
| 14                    | «El barco de Makorin» «Makorin no fune» (マコリンの船)                                                              |

## Miscelánea
Como en muchos otros trabajos de Toriyama, Cowa! hace referencia a otros mangas del autor:
- En el quinto capítulo, cuando Maruyama va conduciendo se ve una casa con gran parecido a la de Senbei Norimaki de Dr. Slump.[11]
- El diseño del personaje Leonardo es casi igual al de Dabra de Dragon Ball. Este diseño fue utilizado de nuevo en Satán, el padre de Beelzebub en Sand Land.[12]
- La habilidad de Paifu de transformarse al ver la cruz es una referencia al Ōzaru de los saiyajin en Dragon Ball.[13]
- La palabra que utilizan para la mayoría de los monstruos es Obake (オバケ風邪?), mientras que la palabra que utilizan para el monstruo del bosque es Monster (モンスター?).[14]